# Jesús Manuel Corona
Jesús Manuel Corona Ruíz (født 6. januar 1993 i Hermosillo, Mexico), er en mexicansk fodboldspiller (winger), der spiller for FC Porto i Portugal.

## Klubkarriere
På klubplan startede Corona sin karriere i Liga MX-klubben CF Monterrey, der også havde været hans klub på ungdomsniveau. Efter tre år og ét mesterskab for holdet skiftede han i sommeren 2013 til FC Twente i Holland.
Hos Twente nåede Corona over de følgende to sæsoner at spille 50 kampe i Æresdivisionen, inden han blev købt af den portugisiske storklub FC Porto. Han vandt sit første mesterskab med klubben i 2018.

## Landshold
Corona debuterede for Mexicos landshold 12. november 2014 i en venskabskamp mod Holland. Året efter scorede han sit første mål for holdet i et opgør mod Guatemala. Han var en del af den mexicanske trup til VM 2018 i Rusland.